# Itombwenattskärra
Itombwenattskärra (Caprimulgus prigoginei) är en afrikansk fågel i familjen nattskärror. Den är med säkerhet endast känd från ett enda exemplar från östra Demokratiska republiken Kongo. 

## Utseende och läte
Itombwenattskärran är en liten (19 cm) nattskärra endast känd från ett enda exemplar, en hona. Ovansidan är brun med mörkbruna, gulbruna och beigefärgade fläckar. På andra, tredje och fjärde handpennorna utifrån syns små gulbruna fläckar. Stjärten har smala vitaktiga spetsar på de yttre stjärtpennorna, än smalare beigefärgade eller gulbruna spetsar på övriga. Bröstet är brunfläckat och beigebandat, på buk och flanker ljusare. Olikt flera andra afrikanska nattskärror saknar den en halskrage. Benen är svartaktig, ben och fötter rödbruna.
Lätet är okänt, men skulle inspelningar av oidentifierade nattskärror visa sig vara denna art, skulle sången vara mycket lik den hos sumpnattskärra (C. natalensis).

## Utbredning
Arten är endast med säkerhet känd från ett exemplar 1955 från östra Demokratiska republiken Kongo, i Itombwebergen. Vissa ljudinspelningar gjorda i sydöstra Kamerun, norra Republiken Kongo och Gabon skulle härröra från denna art, som i så fall har ett mycket större utbredningsområde.

## Levnadssätt
Inget är känt om artens levnadssätt, annat än att den antas vara skogslevande och leva av insekter. Det enda exemplaret hittades på 1280 meters höjd.

## Status
Itombwenattskärrans kända utbredningsområde är mycket litet, men obekräftade fynd annorstädes tyder på att den kan vara vida spridd i Centralafrika. IUCN anser att kunskapsbrist gör det svårt att bedöma dess hotstatus.

## Namn
Fågelns vetenskapliga artnamn hedrar Alexandre Prigogine (1913–1991), rysk-belgisk ornitolog, geolog och kemist som sponsrade expeditioner till tropiska Afrika. På svenska har den även kallats prigoginenattskärra.